# 난징! 난징!
《난징! 난징!》(南京!南京!: City Of Life And Death)은 중국에서 제작된 루 추안 감독의 2009년 드라마, 전쟁 영화이다. 유엽 등이 주연으로 출연하였다. 이 영화는 중국에서 2009년 4월 22일 개봉되었으며 해당 국가에서 큰 박스 오피스 성공을 거두었고 처음 2.5주 간 동안만 150,000,000위안(미국 환율로 약 $20,000,000 달러)의 수익을 얻었다.

## 출연

### 주연
- 류예
- 가오위안위안
- 나카이즈미 히데오
- 판웨이

### 조연
- 친란
- 강일연
- 코하타 류
- 요적
- 조일수
- 존 페이슬리

## 기타
- 프로듀서: 한싼핑